# Gara Alexeni
Gara Alexeni este o stație de cale ferată care deservește comuna Alexeni, județul Ialomița, România.